# Wiosna Polityczna
Wiosna Polityczna (gr. Πολιτική Άνοιξη) – grecka partia polityczna o profilu prawicowym i konserwatywnym, działająca w latach 1993–2004.
Ugrupowanie założył Andonis Samaras, były minister spraw zagranicznych, który ze swoimi zwolennikami opuścił Nową Demokrację. Wiosna Polityczna w wyborach krajowych w tym samym roku uzyskała około 4,9% głosów i wprowadziła 10 posłów do Parlamentu Hellenów. W kolejnych wyborach (1996) poparcie spadło do poniżej 3%, tym samym formacja nie przekroczyła progu wyborczego. W 1998 partia, posiadająca niewielką reprezentację w Parlamencie Europejskim, współtworzyła nową grupę polityczną pod nazwą Unia na rzecz Europy. W 2000 Antonis Samaras zapowiedział, iż Wiosna Polityczna nie wystartuje w wyborach krajowych. Przed wyborami krajowymi cztery lata później otwarcie wsparł Nową Demokrację, a następnie ogłosił samorozwiązanie partii. Sam Antonis Samaras powrócił do swojej poprzedniej formacji.